# Isera
Isera (Iséra in dialetto trentino) è un comune italiano di 2 841 abitanti della provincia autonoma di Trento.
Il vino Marzemino, tipico della zona, viene citato anche da Mozart nel suo Don Giovanni.

## Geografia fisica
Il comune è parte di un territorio, anticamente detto "Comun Comunale", che si estende sulla sponda destra dell'Adige fra Trento e Rovereto.
Isera è composta da 8 frazioni: Cornalè, Marano, Reviano, Folaso, Casette, Bordala, Patone e Lenzima.

## Origini del nome
L'etimologia della parola che dà il nome al paese di Isera ha origini prelatine, correlata con Isarco, dal nome del popolo degli Isarci; potrebbe avere una derivazione dal latino, illi in sera, ovvero "quelli che abitano a ponente". Si ha testimonianza che nel 1216 il paese avesse nome illi de Ysera, et de Brancolino, et de Marano, et de Follaxo, nel 1220 è scritto Lisera, nel 1251 Licera, in seguito sempre Isera.

## Storia
Rilevante risulta la presenza umana fin dalla preistoria, sono state ritrovate tracce di cacciatori paleolitici. Ritrovamenti significativi risalgono all'epoca neolitica,si tratta di villaggi e tracce di insediamenti arroccati. Manifestazioni tardo-neolitiche sono state ritrovate nella zona di Castel Corno e Castel Pradaglia. La Giurisdizione di Isera rimase per più di due secoli e mezzo sotto il feudo della potente famiglia dei von Liechtenstein.
Il territorio di Isera fece parte (fino alla prima guerra mondiale) alla Contea di Tirolo.

### Simboli
Lo stemma e il gonfalone sono stati approvati con deliberazione della Giunta provinciale del 27 settembre 1985 n. 9229.
Stemma
Lo stemma allude ai comuni aggregati il 20 dicembre 1928 (Lenzima, Patone, Reviano-Folas)
riportando il palazzo turrito in rosso su argento dei Lichtenstein-Fedrigotti di Lenzima; l'aquila d'argento in campo azzurro è di Patone; l'uva di Marzemino su scudo argento è di Isera-Marano; il campo azzurro è di Reviano-Folas.

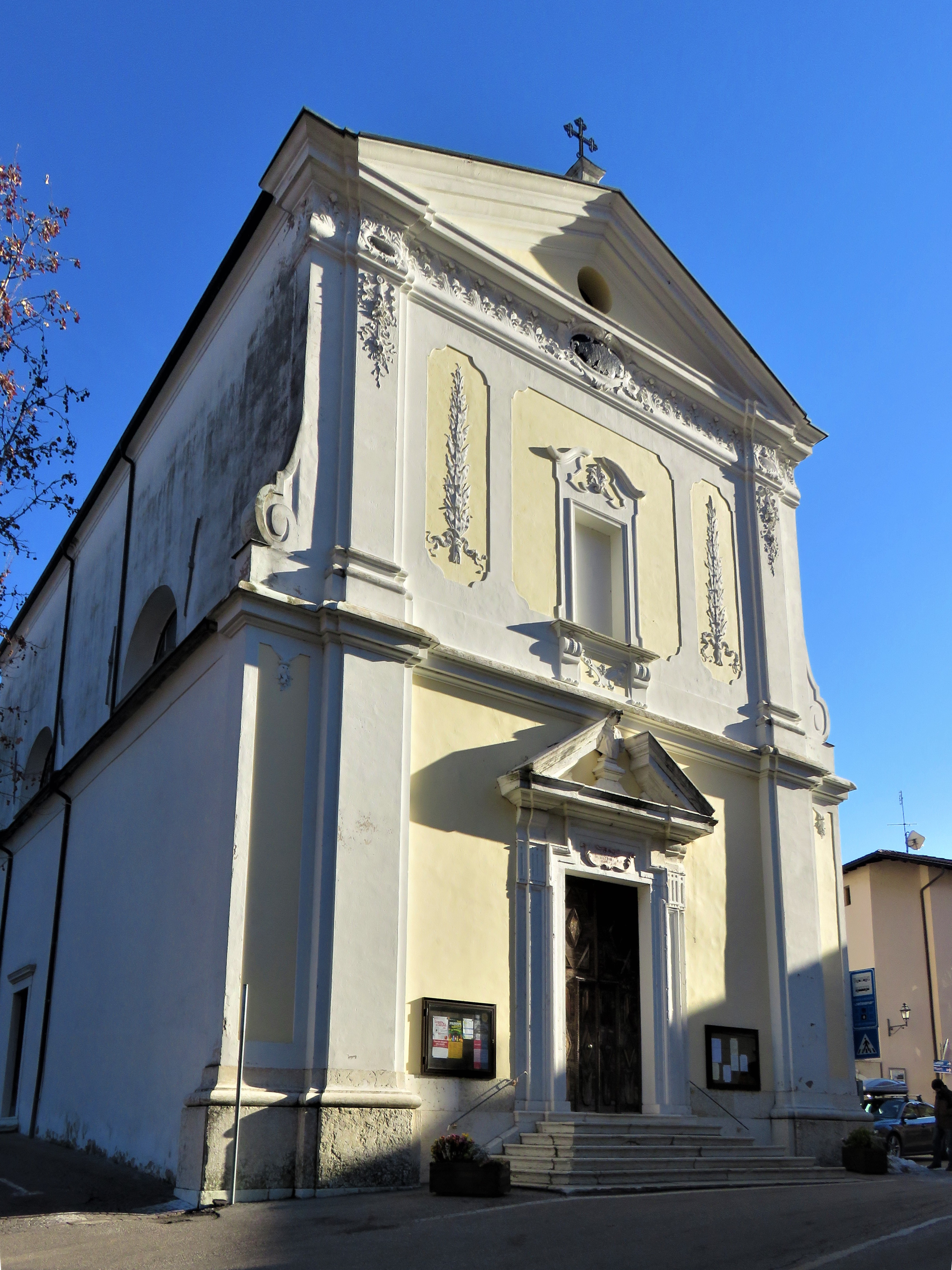
Chiesa di San Vincenzo.

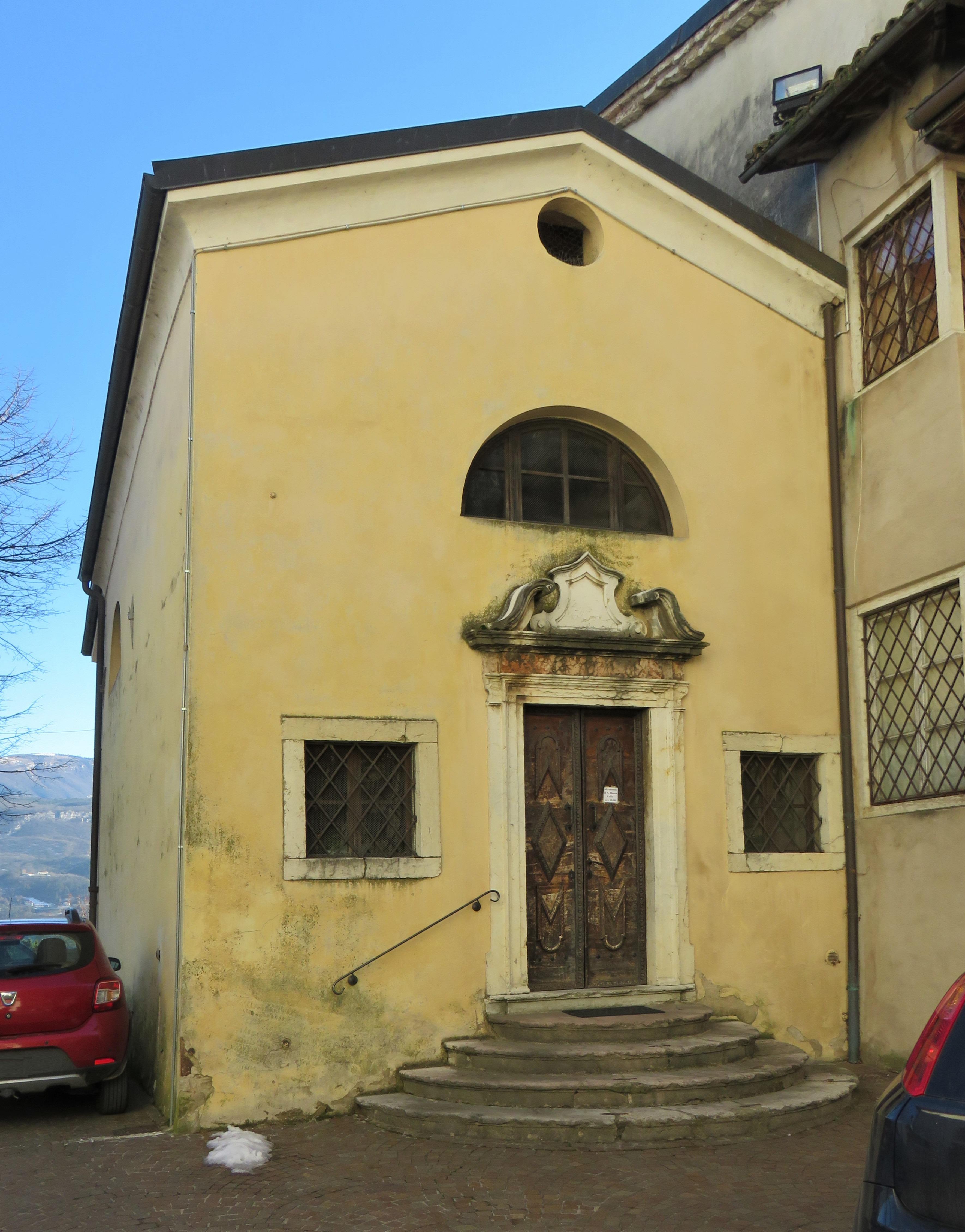
Cappella di Santa Barbara.

Gonfalone

## Monumenti e luoghi d'interesse

### Architetture religiose
- Chiesa di San Vincenzo, chiesa parrocchiale che risale al 1183 (alto medioevo).
- Cappella di Santa Barbara, in centro a Isera.
- Chiesa di San Martino, parrocchiale nella frazione di Lenzima.
- Chiesa dei Santi Innocenti, parrocchiale nella frazione di Patone.
- Chiesa di San Pancrazio, parrocchiale nella frazione di Marano.
- Chiesa di Sant'Anna, nella frazione di Reviano.
- Chiesa di San Rocco, nella frazione di Folaso.

### Architetture militari

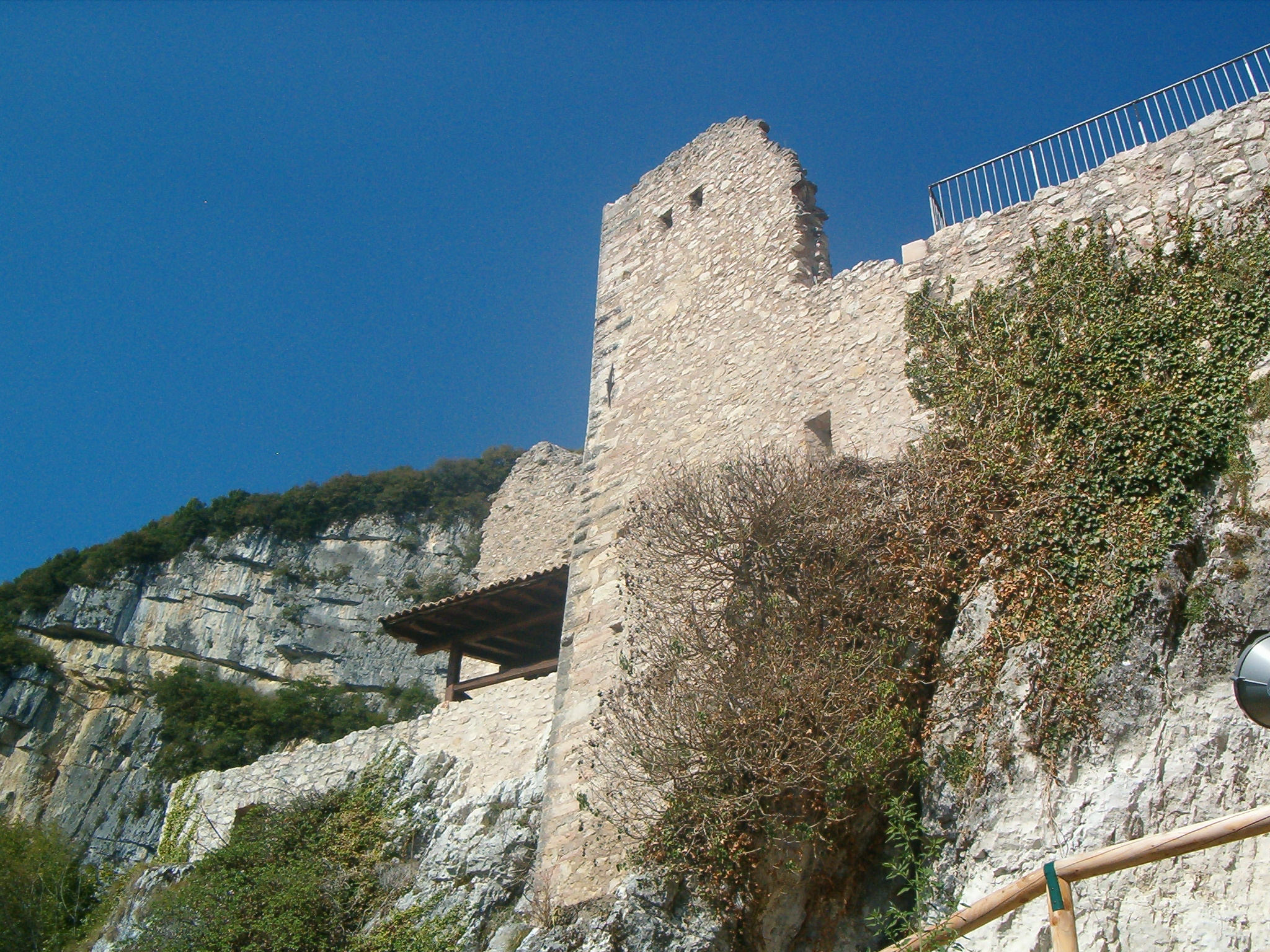
Castel Corno.

- Castel Corno. Il castello è stato edificato su uno sperone roccioso e prende nome proprio da questa particolare conformazione "a corno". La struttura infatti si imposta su un antico cumulo di massi di frana, caduti dall'attuale monte Biaena. Il castello occupa una superficie totale di 2300 m3 (1450 m3 la parte inferiore, 850 m3 quella superiore), venendo a configurarsi come un complesso architettonico relativamente piccolo. Castel Corno resta comunque uno dei più interessanti e suggestivi insediamenti fortificati della zona, soprattutto se si considera che esso rappresenta il risultato di un eccezionale adattamento da parte dell'uomo alla natura aspra del luogo. L'insieme architettonico di Castel Corno, così come si presenta oggi ai nostri occhi, rappresenta l'esito di un susseguirsi di azioni edilizie che si sono variamente sovrapposte e integrate nel corso dei secoli. Il percorso all'interno del castello, che inizia oltrepassando la prima porta, oggi contraddistinta dalla presenza di un cancello di ferro, si configura come un viaggio a ritroso nel tempo, essendo la parte bassa del complesso architettonico più recente rispetto alla porzione superiore. Si pensa infatti che la prima sia stata realizzata per fungere da supporto logistico alla parte alta del castello, alla quale è possibile che si accedesse originariamente attraverso una scala a pioli in legno, la quale poteva eventualmente essere ritratta in caso di pericolo. Il complesso, durante la sua storia plurisecolare, fu usato soprattutto come appostamento difensivo di un capitano e di piccole guarnigioni. Gli ambienti a funzione residenziale erano infatti ridotti al minimo a favore di strutture di uso militare. La natura isolata del luogo, gli spazi interni piuttosto limitati e le notizie che ci provengono da alcuni documenti e dagli inventari (che parlano di qualche panca, di una tavola e poco altro) inducono a pensare che in origine e per molto tempo gli abitanti del castello abbiano condotto una vita semplice e priva di sfarzi. Castel Corno divenne infatti una residenza nobiliare di un certo pregio solo durante il "periodo Liechtenstein" e cioè nel XVI secolo.

### Architetture civili

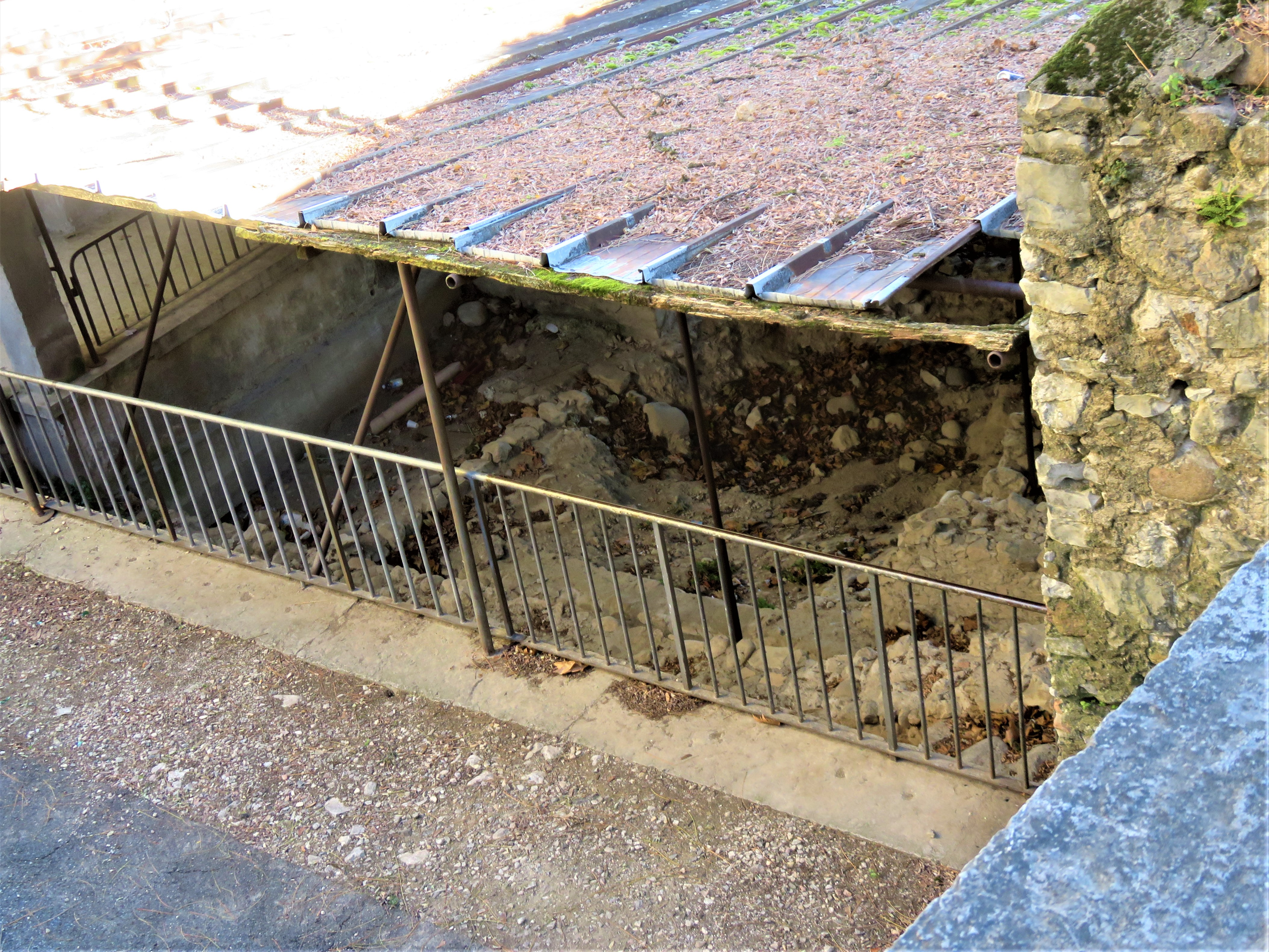
Villa romana a Isera

- Villa romana. Fu scoperta poco dopo la seconda guerra mondiale, durante la costruzione della scuola d'infanzia. Indagini archeologiche, coordinate dal Museo Civico di Rovereto, furono intraprese per la prima volta nel 1973 e proseguirono negli anni successivi grazie alla collaborazione con il Centro Studi Lagarini e con l'Università degli Studi di Trento, con lo scopo di scavare, studiare e valorizzare il monumento, ben presto rivelatosi un unicum nel suo genere in tutto il Trentino-Alto Adige per antichità dell'impianto, ricchezza e qualità della decorazione architettonica, abbondanza e varietà dei reperti. Gli scavi archeologici, condotti nell'area esterna e sotto i pavimenti della scuola materna, hanno consentito la messa in luce della parte settentrionale della struttura antica, che doveva svilupparsi anche verso sud al di sotto dell'attuale chiesa parrocchiale di Isera. La villa, edificata in età augustea (fine I secolo a.C.-inizio I secolo d.C.) ed abbandonata fra la fine del I e l'inizio del II secolo d.C. a causa di un violentissimo incendio, s'impiantava su pendio attraverso un basamento artificiale in muratura (basis villae), articolandosi in terrazze affacciate sulla valle, oggi completamente scomparse. Gli ambienti scavati comprendono nella parte centro-sud una serie di vani rettangolari disposti a pettine interpretabili sia come sale di soggiorno che come ambienti di disbrigo o di attività servili, fra cui una cucina con focolare, mentre a nord un complesso di piccoli vani aperti su di un'area quadrangolare doveva costituire le terme private della villa, provviste di un sistema di riscaldamento ad hypocaustum; la facciata infine era movimentata da un ambiente absidato, probabilmente interpretabile come ninfeo.

## Società

### Evoluzione demografica
Abitanti censiti

## Cultura

### Istruzione
- Museo della cartolina. Il Museo della cartolina e del collezionismo minore Salvatore Nuvoli nacque negli anni ottanta su iniziativa di Carmelo Nuvoli, collezionista che aveva già precedentemente allestito alcune mostre delle sue collezioni nella zona, ed è dedicato al padre Salvatore. Al nucleo base, costituito dalla collezione dello stesso Nuvoli, si sono successivamente aggiunte altre acquisizioni e donazioni, che portano la consistenza della dotazione del museo a oltre 35.000 cartoline di diverso genere, in particolare della zona di Rovereto, del Trentino-Alto Adige, a tema militare, pubblicitarie e disegnate da illustratori famosi, una biblioteca con circa 5.000 volumi, di cui 500 a carattere specialistico e una raccolta di erinnofili, piccoli francobolli utilizzati in passato per chiudere le lettere. Per motivi di spazio la collezione viene esposta a rotazione, con circa 1.000 esemplari esposti ed altri 1.500 circa visibili in cataloghi e raccoglitori.

## Economia

### Progetto Idrogeno
In un serbatoio non più utilizzato dell'acquedotto di Reviano, sulle Colline della Vallagarina famose per il vino Marzemino, ha preso il via il Progetto Idrogeno fortemente voluto dall'amministrazione comunale, appoggiato dal Dipartimento di Fisica dell'Università di Trento (Laboratorio Id.E.A., Idrogeno Energia ed Ambiente) e finanziato con quasi 700 000 euro dalla Provincia autonoma di Trento, Assessorato all'Energia. L'obiettivo era quello di realizzare una struttura dimostrativa sperimentale attorno alla quale poter organizzare dei momenti formativi a vari livelli, ma anche attività sperimentali in collaborazione con l'Università ma anche di enti/aziende esterne, un sito in divenire dove poter sperimentare nuove tecnologie connesse all'impiego dell'idrogeno.
Attualmente l'impianto è sperimentale e dimostrativo, non essendo collegato ad utenze abitative, pensato per fare dei test su prototipi industriali (attualmente monta due diversi tipi di celle a combustibile), per "dimostrare" che la tecnologia "funziona". Le celle a combustibile collegate producono corrente che alimenta dei carichi, ossia delle lampade alogene.
Le idee che si perseguono sono:
- dimostrare come si può impiegare questo tipo di tecnologia,
- fare attività sperimentali registrando i parametri di funzionamento dei vari dispositivi connessi.

L'impianto permette di produrre corrente elettrica utilizzando celle a combustibile, PEMFC e AFC. Per poter raggiungere questo obiettivo è necessario produrre idrogeno gassoso ad alta purezza. L'idrogeno necessario per alimentare le celle a combustibile può essere prodotto da due diversi "generatori": uno che sfrutta la reazione di elettrolisi dell'acqua, elettrolizzatore, e uno che sfrutta la reazione d'idrolisi di un idruro complesso irreversibile, generatore di idrogeno da boroidruro di sodio.
Quando l'idrogeno viene prodotto tramite l'elettrolizzatore viene inviato al compressore per essere immagazzinato nei due serbatoi da 30 bar ciascuno (l'ossigeno viene rilasciato in atmosfera); quando viene prodotto dal generatore a boroidruro di sodio viene inviato direttamente alle celle a combustibile. Quando l'elettrolizzatore è in funzione, il compressore invia l'idrogeno ai due serbatoi di immagazzinamento fino al raggiungimento della pressione massima di 30 bar.
Le celle a combustibile, quando vengono messe in funzione, vengono alimentate dall'idrogeno immagazzinato nei serbatoi, mentre l'ossigeno viene prelevato dall'aria: un impianto di distribuzione provvede a portarlo alle condizioni di utilizzo richieste in termini di grado di filtrazione e pressione. Ad esaurimento dell'idrogeno nei serbatoi, la fornitura alle celle è garantita dal generatore a sodio boroidruro. Le celle a combustibile sono in grado di generare corrente se viene inviato loro idrogeno ad una pressione di almeno 4 bar.
Quando l'impianto è spento i pannelli fotovoltaici riversano la corrente prodotta in rete.
L'impianto è dunque composto dai seguenti elementi:
- disocciatore elettrolitico,
- compressore,
- serbatoi di immagazzinamento con pannello filtri,
- generatore di idrogeno da boroidruro di sodio,
- cella a combustibile AFC,
- cella a combustibile PEMFC
- carichi dimostrativi,
- pannelli di distribuzione del gas,
- quadri elettrici,
- zona di controllo/consolle operatore,
- sensori rilevamento fughe.

L'impianto è in funzione da parecchi mesi, ha superato i vari collaudi e sarà inaugurato nella seconda metà del 2008.

## Amministrazione
| Periodo           | Periodo           | Primo cittadino          | Partito              | Carica  | Note |
| ----------------- | ----------------- | ------------------------ | -------------------- | ------- | ---- |
| 28 giugno 1985    | 5 giugno 1990     | Alessandro Passerini     | Democrazia Cristiana | Sindaco |      |
| 5 giugno 1990     | 5 giugno 1995     | Alessandro Passerini     | Democrazia Cristiana | Sindaco |      |
| 5 giugno 1995     | 15 maggio 2000    | Gian Franco Frisinghelli | Lista civica         | Sindaco |      |
| 15 maggio 2000    | 9 maggio 2005     | Carlo Rossi              | Lista civica         | Sindaco |      |
| 9 maggio 2005     | 17 maggio 2010    | Alessandro Passerini     | Lista civica         | Sindaco |      |
| 17 maggio 2010    | 10 maggio 2015    | Enrica Rigotti           | Lista civica         | Sindaco |      |
| 11 maggio 2015    | 22 settembre 2020 | Enrica Rigotti           | Lista civica         | Sindaco |      |
| 22 settembre 2020 | in carica         | Graziano Luzzi           | Lista civica         | Sindaco |      |

### Altre informazioni amministrative
La circoscrizione territoriale ha subito le seguenti modifiche: nel 1928 aggregazione di territori dei soppressi comuni di Lenzima, Marano, Patone e Reviano Folas.

## Sport

### Calcio
La principale squadra di calcio della città è l'U.S. Isera che  ha militato nel girone B trentino di 1ª Categoria nel calcio maschile.
Dalla stagione 2022-2023 la società ha deciso di concentrarsi solo sulla divisione femminile.